# Islamskie Zgromadzenie Konsultatywne
Islamskie Zgromadzenie Konsultatywne (perski: مجلس شورای اسلامی) – jednoizbowy parlament, jedyny organ ustawodawczy Islamskiej Republiki Iranu wybierany w powszechnym i tajnym głosowaniu, w Polsce znany również pod nazwą Madżles lub Madżlis (perski: مجلس). 290 przedstawicieli wybiera się na czteroletnią kadencję. Nad zgodnością uchwalonych przez parlament ustaw z zasadami islamu czuwa Rada Strażników Konstytucji złożona z 12 teologów i prawników. Ewentualne spory między parlamentem i Radą Strażników rozstrzyga 31-osobowa Rada Arbitrażowa, której werdykt jest ostateczny. Ostatnie wybory miały miejsce 21 lutego 2020, a pierwsze posiedzenie odbyło się 28 maja.

## 10. kadencja (2016-2020)
Skład 10. kadencji parlamentu islamskiej republiki (35. od rewolucji konstytucyjnej) wyłoniony został w wyborach przeprowadzonych wspólnie z wyborami do Zgromadzenia Ekspertów 26 lutego 2016 roku. W 56 okręgach, w których kandydaci nie zdobyli minimum 25% głosów, 29 kwietnia odbyła się druga tura. Posłowie będą obradować od 28 maja 2016 do 27 maja 2020 roku.
Obecnie w parlamencie zasiada 290 reprezentantów, 17 z nich stanowią kobiety, a 14 jest członkami mniejszości religijnych (5 miejsc gwarantuje im konstytucja, po jednym dla zaratusztrian, żydów, asyryjskich chrześcijan oraz po jednym dla ormiańskich chrześcijan z północy i ormiańskich chrześcijan z południa Iranu).
Prezydent Hasan Rouhani na swoim Twitterze pochwalił fakt, że aż 17 kobiet będzie częścią nowego parlamentu, uznał to również za wybitny rekord. Reza Marashi, dyrektor Narodowej Rady Irańsko-Amerykańskiej zrzeszającej członków irańskiej diaspory w USA, zwrócił uwagę na to, że większość z nich jest związana z urzędującym prezydentem oraz wyraził nadzieję, że ten sukces zaangażuje więcej kobiet w sprawy wewnętrzne Iranu.
28 maja przewodniczącym parlamentu został uznawany za umiarkowanego konserwatystę Ali Laridżani. Za jego kandydaturą opowiedziało się 173 z 290 parlamentarzystów.